# Ultraviolet (Light My Way)
«Ultraviolet (Light My Way)» (с англ. — «Ультрафиолет (Освети мой путь)») — песня ирландской рок-группы U2 из альбома Achtung Baby.

## О композиции
«Ultraviolet (Light My Way)» вышел из слияния двух демозаписей — «Ultraviolet» или «69» (ставшей впоследствии «Lady with the Spinning Head») и «Light My Way». В ходе студийных сессий на песню было сделано несколько наложений, которые, по мнению Брайана Ино, отрицательно повлияли на композицию: «Я вошёл и сказал: „Песня завершена, что бы вы ни думали на этот счёт“. Иначе она бы исчезла под слоями и наложениями». Тактовый размер — 4/4, диапазон голоса — B3-B5.
Песня имеет ритм «телеграфного ключа», дающий ей налёт поп-песни и — в сочетании с рефреном «baby, baby» — отвечающий задаче альбома Achtung Baby разрушить былые представления о U2; гитарный рифф и текст песни в целом, напротив, демонстрируют тревожную и отчаянную песню о любви.
На концертах «Ultraviolet» исполнялась в ходе тура Zoo TV (1992—1993) и вернулась в сет-лист в ходе тура U2 360° (2009—2011).
Не являясь синглом, песня появилась в двух кинофильмах: в развязке фильма «Клик: С пультом по жизни» 2006 года и в «Скафандр и бабочка» 2007 года.

### Тематика

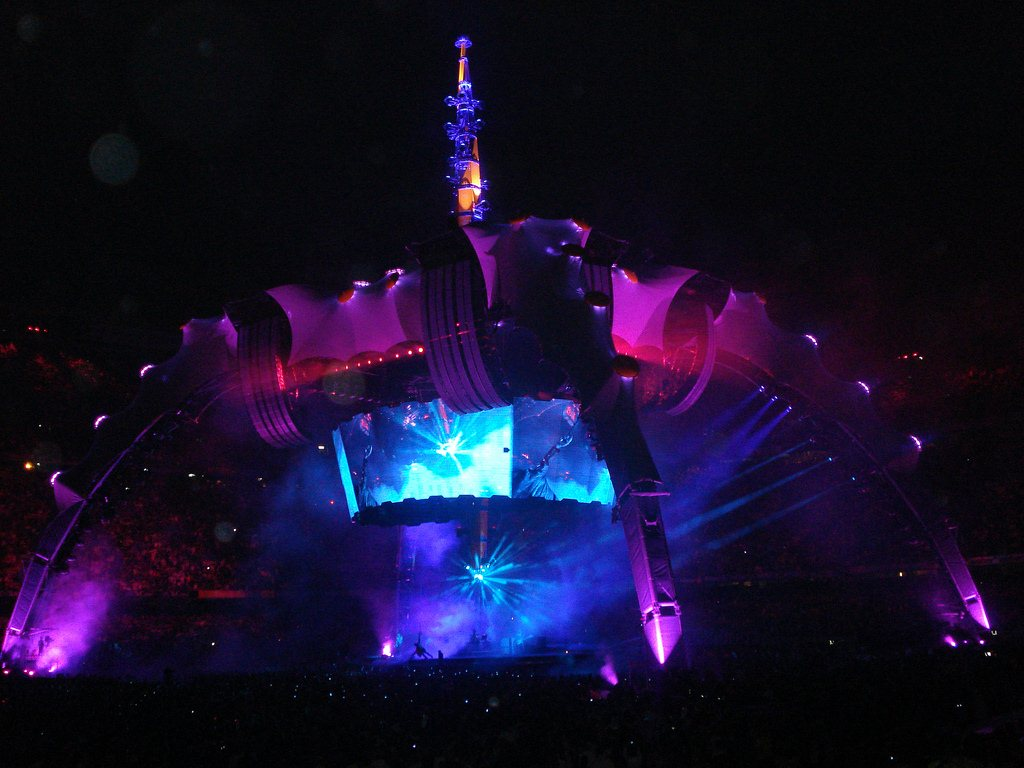
Сцена тура U2 360° во время исполнения «Ultraviolet»

Текст песни повествует о влюблённом, который чувствует, что отношениям угрожает личный (или духовный) кризис, и испытывает неловкость из-за данных обязательств. Описывая тяготы любви, Боно поёт: «I’m in the black; can’t see or be seen.» (рус. Я во тьме; не вижу и не виден). «Ultraviolet» — одна из нескольких песен Боно, в которой женщина предстаёт в виде образа. Стихотворение Раймонда Карвера «Suspenders»
(«Подвязки»), в котором «тишина пришла в дом, в котором никто не спал», было вплетено Боно в текст песни. Каждый куплет достигает кульминации в рефрене «Baby, baby, baby… light my way». Флад, занимавшийся микшированием и сведением альбома, вспоминал, что в студии было много шуток и дебатов на тему того, сойдут ли Боно с рук эти самые «детки», одно из самых известных клише поп-музыки и образ, которого он старался избегать при написании текстов — и Боно «вышел сухим из воды». Сам Боно описывал песню как «тревожную» и как «эпик U2, поставивший мой голос в разговорном ключе и давший мне новый способ написания лирики». Брайан Ино писал, что комбинирование противоположностей в рамках одной композиций было особенностью записи Achtung Baby, и «Ultraviolet», как часть его — «вертолётная меланхолия».
Несмотря на то, что песня о любви и зависимости, она также поддаётся религиозной трактовке текста; некоторые слушатели отмечают аллюзию на главу 29:2-3 Книги Иова о Боге, предстающем в виде лампы над головой Иова и указывающем ему путь сквозь темноту. Ультрафиолетовое излучение рассматривается как метафора «божественной силе, невидимой невооружённым глазом и непостижимой для человеческого интеллекта».
Образ лампы ультрафиолетового цвета, заключённый в названии — невидимая сила, проникающая в темноту (коннотации которой в равной степени и духовные, и технологические) — отражает тему отчуждения современного человека, красной линией проходящую через альбом Achtung Baby (и его продолжение Zooropa). Автор книги «A Grand Madness: Ten Years on the Road with U2» видит лирического героя ищущим помощи от любого источника, светского или духовного: «Тонущий человек, отчаявшийся держать руки в темноте и ждать, чтобы кто-то указал путь, быть в безопасности». В контексте альбома «Ultraviolet» (наряду со следующими за ней «Acrobat» и «Love Is Blindness») иллюстрирует возникновение перед влюблёнными парами задачи сглаживания страданий, которые они причинили друг другу.

## Отзывы критиков
Газета The New York Times писала, что в контексте присущего альбому мрачного описания человеческих взаимоотношений в «Ultraviolet» любовь изображена как пристанище; автор биографии «U2: The Definitive Biography», напротив, счёл композицию логическим продолжением основной темы альбома — «двух людей, отдаляющихся друг от друга», несмотря на спектральную аранжировку. Entertainment Weekly назвала песню центральным моментом альбома, где «парящий голос Боно и красочная гитара Эджа объединяются, создавая моменты, ради которых мы и слушаем U2». Профессор седарвилльского университета в Огайо выразился следующим образом: «[Песня] погружает в воспоминания и прекрасно смотрится как текст. Она вполне может быть самостоятельной страницей и, конечно, в сопровождении музыки смотрится ещё эффектнее».
Другие критики были менее восторженными. По мнению журнала Q, песня слаба и «Боно возвращается к своей старой привычке быть „вдохновлённым“, повышая градус от кипения до расплавления между куплетом и припевом». Летописцы группы, Билл Грэм и Кэролин ван Оустен, также отметили возвращение U2 к своему прежнему звучанию, но посчитали, что группа «недостаточно развила первоначальную идею».

## Концертное исполнение

### Zoo TV

Исполнение «Ultraviolet», Zoo TV, 1992 год

«Ultraviolet» всегда исполнялась ближе к завершению концерта, обычно предваряя «With or Without You». Она прозвучала на первом концерте Zoo TV Tour 29 февраля 1992 года в Лейкленде, штат Флорида, и оставалась в сет-листе на всём его протяжении, исключая заключительное турне «Zoomerang/New Zooland».
Песню предварял телефонный звонок хулиганского характера от лица альтер эго Боно, Mirror Ball Man (1992) или Mr.MacPhisto (1993). Эдж играл на Gibson Explorer. Серебряный и сиреневый свет, отражавшийся от двух дискотечных шаров над сценой, заливал арену мерцающими огнями. Рецензент Rolling Stone описывал этот момент как «отчаянный поиск» и отмечал, что он подводил Zoo TV к неоднозначному, самосозерцательному окончанию. Для автора книги «A Grand Madness: Ten Years on the Road with U2» песня стала любимым концертным номером U2, с интенсивной, несдержанной манерой пения Боно, создававшей большую энергию; она писала, что пламенное выступление Боно в Хэмптоне в марте 1992 года приблизилось к точке эмоционального надлома и произвело на каждого «необыкновенный, высушивающий эффект».
Признавая песню «эпичной… с некоторыми выдающимися аспектами», Эдж замечал, что она, тем не менее, слишком громоздкая для исполнения вживую. Большинство песен во время тура Zoo TV подкреплялись секвенсорами; в «Ultraviolet» во время соло Эджа синтезатор Des Broadberry повторял гитарную петлю для бэкграунда. Последний раз в рамках Zoo TV песня была исполнена 28 августа в Дублине, после чего она исчезла из репертуара группы на 16 лет.

### U2 360°

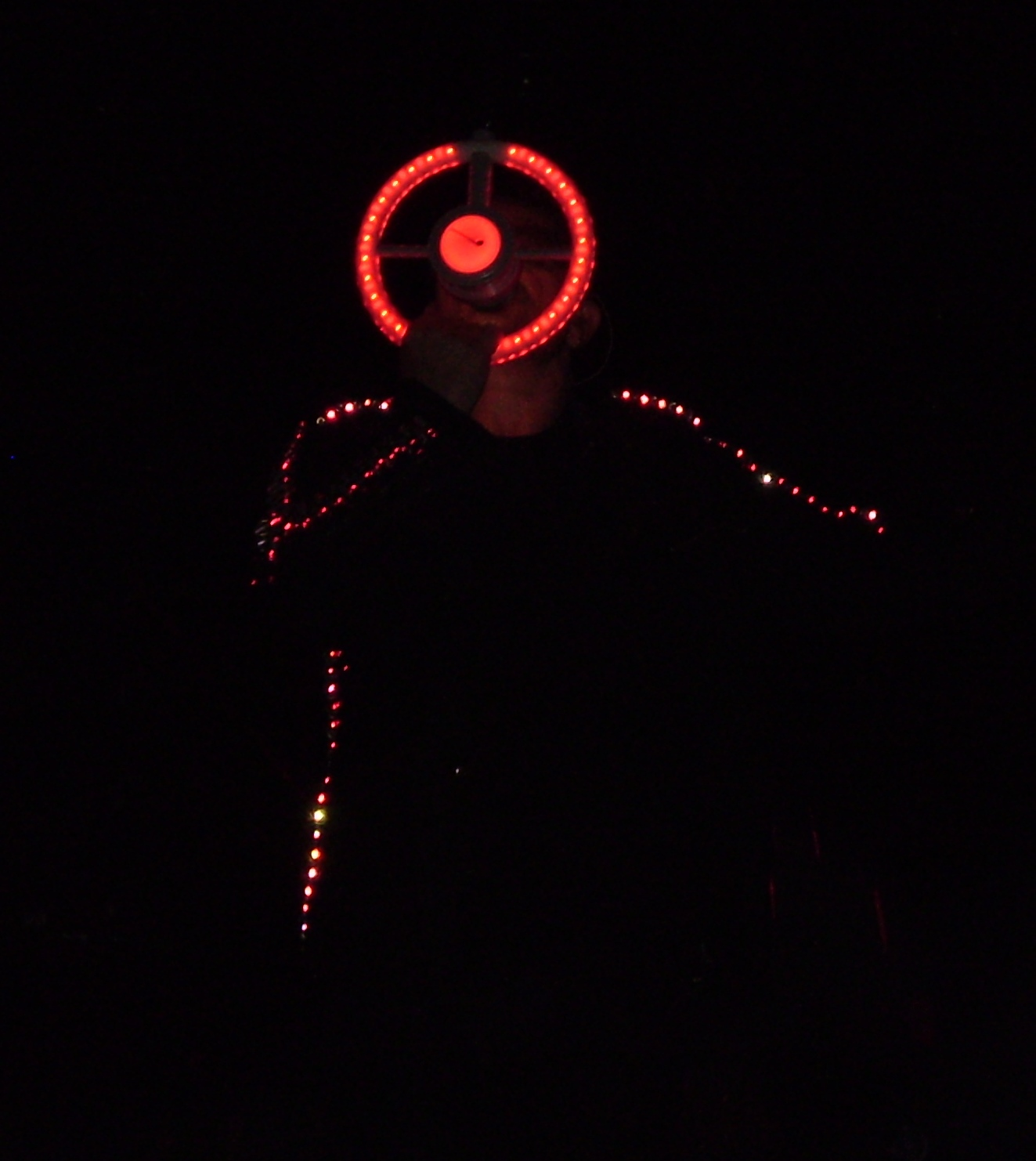
Исполнение «Ultraviolet», U2 360°, 2009 год

«Ultraviolet» получил вторую концертную жизнь в туре U2 360°. Сцена погружалась в темноту. Роботизированный голос читал отрывки из стихотворения Уистена Одена «Funeral Blues». Позднее сегмент заменили двумя инопланетянами, насвистывающими «Where the Streets Have No Name» и обсуждающими шоу; затем в иллюминаторе появлялся «грустный космонавт» с обложки Zooropa и, обращаясь к аудитории и напевая «baby, baby, baby», проговаривал заключительные строчки «Space Oddity» Дэвида Боуи (проводя параллель между собой и Майором Томом). Боно появлялся на сцене в инкрустированной лазерами куртке, рассеивая мрак светящимся микрофоном, выполненном в форме руля и подвешенным к потолку сцены. Во время исполнения он подтягивался на нём или раскачивал и раскручивал его, подчёркивая лирику.
Rolling Stone назвала песню «хайлайтом шоу»; The New York Times посчитала, что исполнение «Ultraviolet» помогает содержать в балансе музыку и послания группы, а Chicago Tribune — что «чрезмерные амбиции этого тура сумели создать освещённый неоном момент, который практически оправдал дорогостоящее предприятие».
Песня также исполнялась третьим номером в Saturday Night Live 26 сентября 2009 года. Выступление не затронуло известные хиты и синглы группы.

## Кавер-версии
The Killers записали свою версию композиции для трибьют-альбома U2 AHK-toong BAY-bi Covered. По словам барабанщика группы, «Achtung Baby стал „чёрт возьми!“-моментом для U2. Когда он вышел, я учился в средней школе, и мы целыми днями катались на машине мамы моего друга и слушали его. Когда нам предложили записать кавер, „Ultraviolet“ был единодушным решением. Это доказывает, что спустя все эти годы мы всё ещё на одной волне. Мы возвратили её к скелету, немного приглушили, вернули к корням рок-песни».
Начало композиции было семплировано группой Enigma для песни «The Eyes of Truth».